# キューガーデン駅 (LIRR)

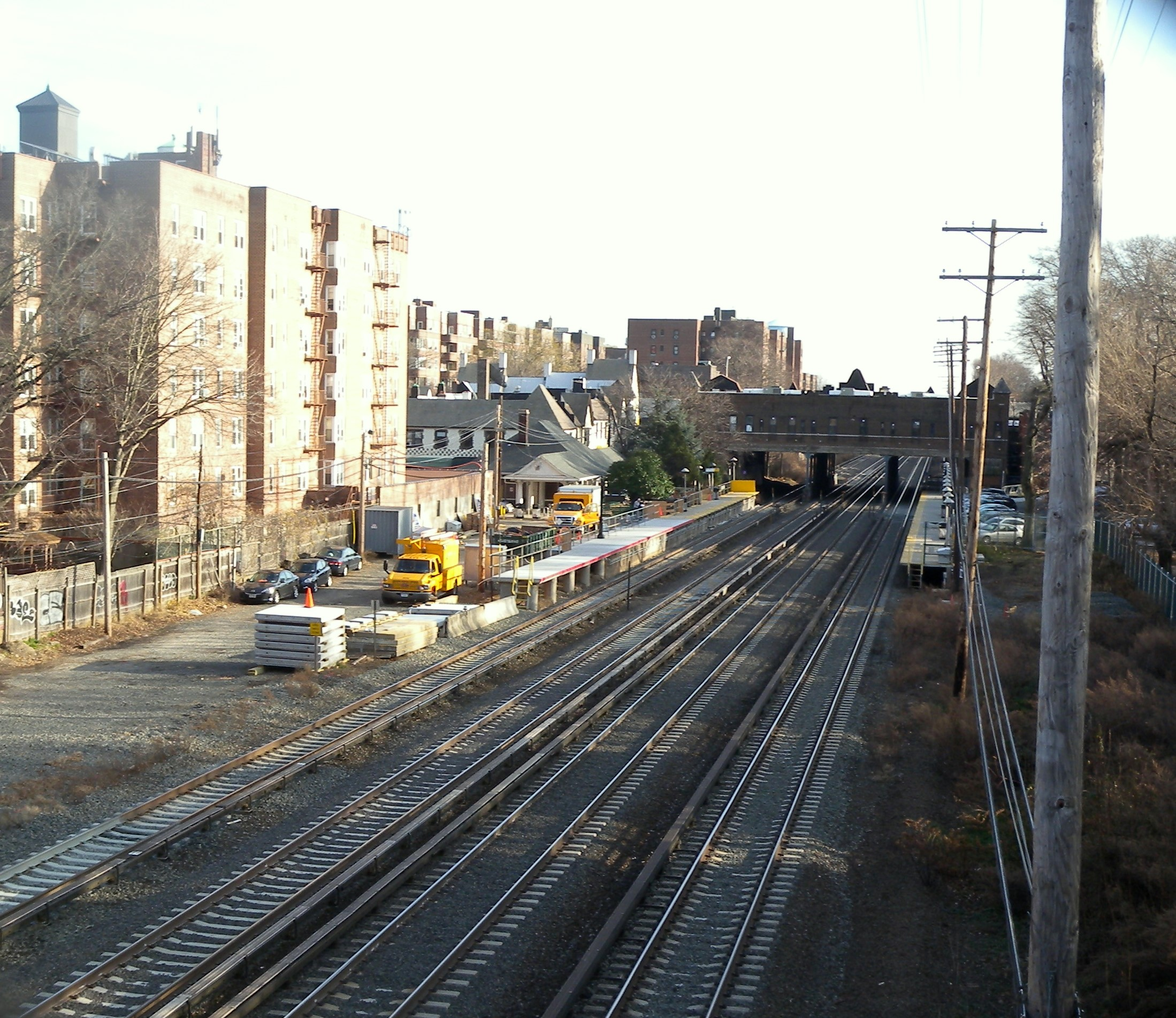
82番街から

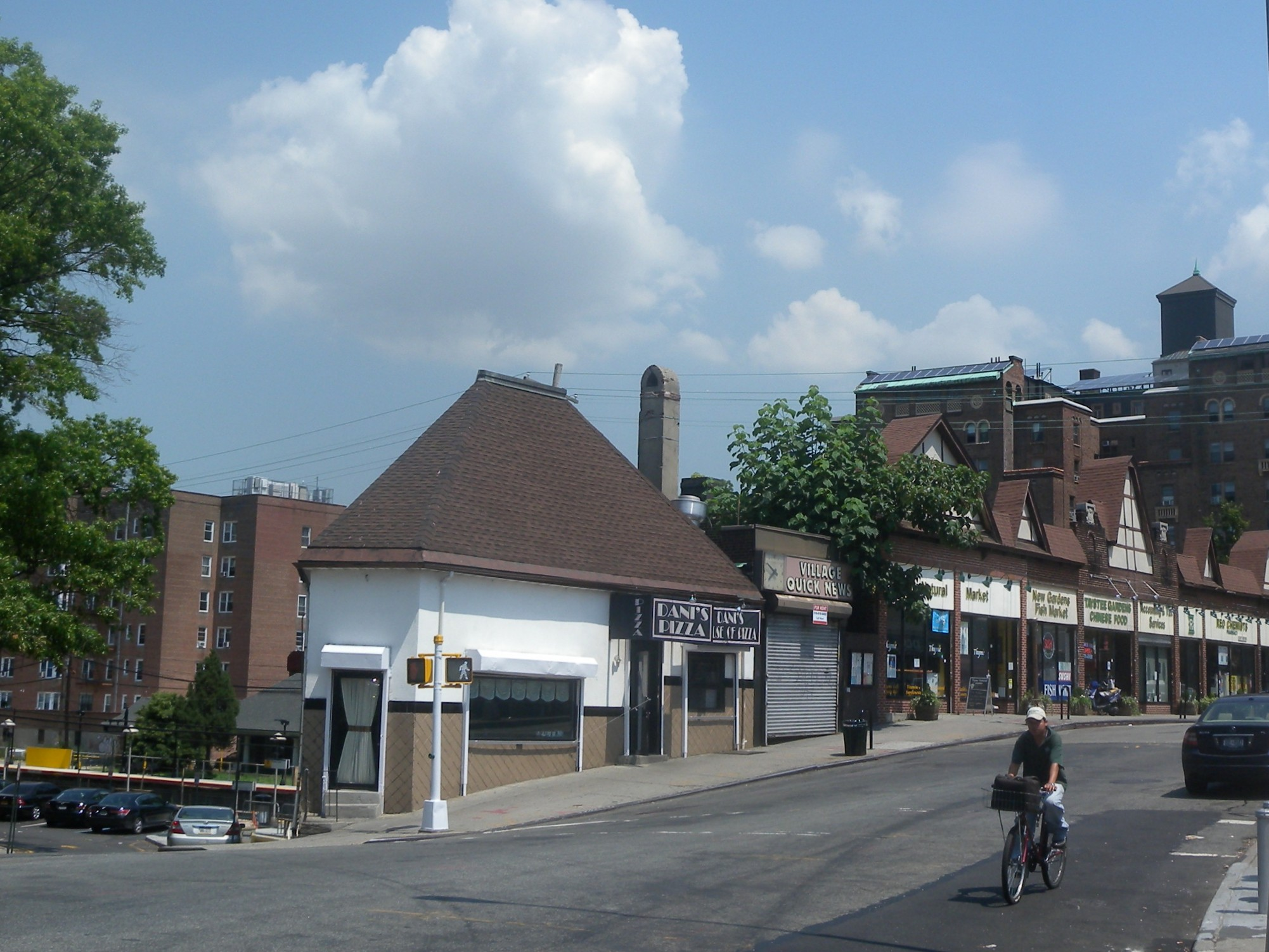
ピザ屋の右側にあるすべての店は駅の真上にあるレファーツ・ブルーバードの橋の上にある。

キューガーデン駅（英: Kew Gardens）とは、クイーンズ区キューガーデンにあるロングアイランド鉄道本線の駅である。この駅はオースティン・ストリートとレファーツ・ブルーバードの交差点に位置する。キューガーデン駅のユニークな特徴の1つは119丁目（レファーツ・ブルーバード）の橋（地元企業のために橋の両側に1階建ての商業施設が並ぶ）である。
本線は4線である。どのプラットホームとも接していない中央の2線は急行列車が使用する。

## 歴史

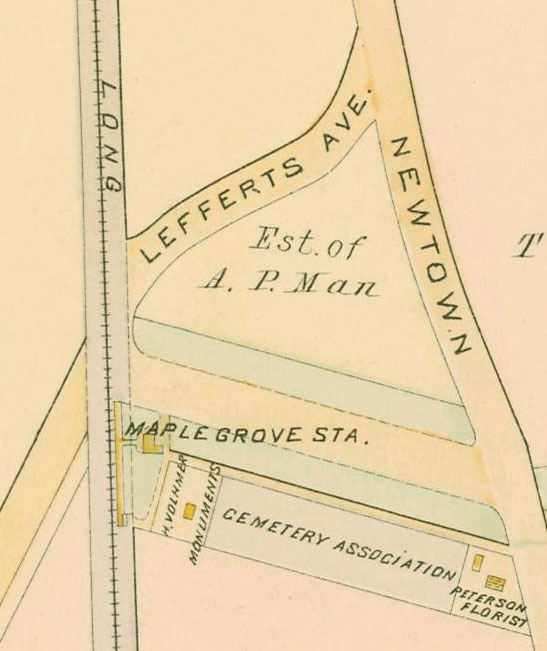
LIRRの再配置計画の18年前の旧メイプル・グローブ駅

当初キューガーデン駅は1879年5月にメイプル・グローブ (Maple Grove) として開業し、メイプル・グローブ墓地のために客の乗降がある時だけに停車していた（一部は1879年12月6日開業と主張）。この駅は1882年に閉鎖され、1883年に再開し、1909年に線路再配置計画 (track realignment project) の一環として移動した。1910年9月8日に600フィート南に移動した。旧駅はしばらくして完全に破壊され、既存の駅は1912年にキューガーデン (Kew Gardens) と改称された。
キューガーデン駅はロングアイランド鉄道の歴史で最悪な事故でありニューヨークの歴史で最悪な出来事でもある事故の現場という不幸な一面も持っている。1950年11月22日、ロングアイランド鉄道の通勤列車間で衝突事故が発生し79人が死亡し大勢が負傷した。これは1950年2月17日のロックビル・センターでの衝突事故（死者32人、重傷者158人）の9カ月後に発生した。はるかに悪名高い歴史は1964年のキティ・ジェノヴィーズ事件で、現場はこの駅付近であり、殺人事件が起きるまでジェノヴィーズが使用していたこの駅の駐車場であった。

### ホープデール駅
開業時のメイプル・グローブ駅の西はホープデール（英: Hopedale）として知られる駅であった。それは1875年10月か11月にユニオン・ターンパイク沿いのどこかに建設された。しかし、提案された第二の線路の建設工事およびメイプル・グローブ駅と近接していたため、1884年4月28日に閉鎖され、移転し、私邸に変換された。

## 駅構造
| 3 | ■本線 | ペン・ステーション方面 （フォレスト・ヒルズ) |
| 1 | ■本線 | 通過                                         |
| 2 | ■本線 | 通過                                         |
| 4 | ■本線 | ロングアイランド方面 （ジャマイカ）          |

この駅は高床の相対式ホームを2面有し、どちらも有効長は4両である。通常、当駅ではどの方向へ行くにも列車の先頭4両が乗客を乗降させる。3番線と隣接する北側のプラットホームは通常西行きまたはマンハッタン行きの列車が使用する。4番線と隣接する南側のプラットホームは通常東行き列車または市外に向かう列車が使用する。当駅を通過するほとんどのLIRRの列車は停車しない。